# DJ Flubbel
DJ Flubbel est un producteur et disc jockey néerlandais de musique électronique chrétienne. Sa musique combine des rythmes électroniques énergiques avec des messages chrétiens positifs. Son objectif principal est de répandre l'Évangile en utilisant la musique contemporaine. En combinant la danse contemporaine avec des thèmes chrétiens, il atteint un public à l'intérieur et à l'extérieur de la communauté chrétienne.

## Biographie
DJ Flubbel commence à produire de la musique en 1999. Depuis, il sort une série d'albums et d'EP couvrant différents genres tels que le hardcore, la house et le hardstyle. Son premier album Christian Hardcore sort en 2010, en collaboration avec D-Morphian, et fait l'objet d'un article dans la presse nationale, marquant le début d'une série de projets où il a collaboré avec des artistes du monde entier. En 2013, il sort son deuxième album Christian House, en collaboration avec l'Américain Matthew J. Bentley, également connu sous le nom de Theology.
Sa réputation grandissante dans le monde de la musique se renforce encore lorsqu'il apparait à la télévision nationale néerlandaise en 2015 et qu'il sort son troisième album Christian Hardstyle. L'année suivante, il sort l'EP Graceland Anthem, spécialement pour sa performance au Graceland Festival, suivi de Eat, Sleep, Praise, Repeat en 2017, en l'honneur de sa performance au Sound of Heaven Festival et de sa réservation pour l'Amsterdam Dance Event. En 2018, sa carrière prend un nouvel envol avec une performance et une interview à l'European Christian Artist Seminar. 
En 2019, DJ Flubbel lance son EP caritatif River Flows in You, suivi de son quatrième album en 2020, Christian Hardstyle Remix Project, ainsi que l'EP Merry Hardstyle Christmas. En 2021, il réalise un remix hardstyle de Most Fun Song de Make Some Noise Kids.
Son cinquième album Holy Hardcore sort en 2022. Il sort également, en collaboration avec Toblex, le Momentum Anthem EP Glory. Sa première chanson dans le genre uptempo est In God We Trust (2024). 

## Discographie
- 2010 : Christian Hardcore
- 2013 : Christian House
- 2015 : Christian Hardstyle
- 2016 : Graceland Anthem